# كريس لويد
كريس لويد (بالإنجليزية: Chris Lloyd)‏ هو منافس ألعاب قوى دومينيكاوي، ولد في 10 أكتوبر 1980.

## وصلات خارجية
- كريس لويد على موقع الاتحاد الدولي لألعاب القوى (الإنجليزية)
- كريس لويد على موقع أوليمبيديا (الإنجليزية)